# Gary Bannister
Gary Bannister (* 22. Juli 1960 in Warrington, Lancashire) ist ein ehemaliger englischer Fußballspieler.

## Sportlicher Werdegang
Bannister durchlief die Jugend von Coventry City und debütierte 1978 für den Klub in der First Division, der Stürmer konnte sich aber in den folgenden Jahren nicht dauerhaft durchsetzen. Während dieser Zeit verlieh ihn der Klub 1980 kurzzeitig an Detroit Express in die North American Soccer League. Im Sommer 1981 wechselte er in die Second Division zu Sheffield Wednesday, wo er als regelmäßiger Torschütze reüssierte und in drei aufeinander folgenden Spielzeiten jeweils zweistellig traf. Daraufhin holten ihn die Queens Park Rangers in die First Division zurück. Während er in der  Meisterschaft 1984/85 17 mal traf und damit einer der Garanten für das Erreichen des letzten Nicht-Abstiegsplatzes war, gehörte er auch im UEFA-Pokal 1984/85 zu den Toptorschützen. Zwar schied er mit dem Klub in der zweiten Runde gegen den FK Partizan Belgrad aus dem Wettbewerb aus, er hatte aber bis dahin bereits sechs Tore erzielt und reihte sich somit hinter József Szabó und Edin Bahtić an dritter Stelle der Torschützenliste ein. 
Während der Spielzeit 1987/88 kehrte Bannister zu Coventry City zurück, wo er zwei Jahre auflief. Anschließend spielte er ab März 1990 für den Zweitdivisionär West Bromwich Albion, mit dem er 1991 in die Third Division abstieg. Anfang 1992 verlieh ihn der Klub zum Zweitligisten Oxford United, im Sommer des Jahres wechselte er zu Nottingham Forest in die neu gegründete Premier League. Hier blieb er nur eine Spielzeit, ehe er beim Zweitligisten Stoke City anheuerte. Nach einer Stippvisite beim Hong Kong Rangers FC ließ er ab 1994 bei den Viertligisten Lincoln City und FC Darlington seine Karriere im unterklassigen englischen Profibereich ausklingen.
Nach dem Karriereende arbeitete Bannister im Hotelwesen.